# 长乐钱氏大新屋
长乐钱氏大新屋位于中国浙江省绍兴嵊州市长乐镇大街中段，由当地名人钱沛始建于清道光年间，为嵊州现存规模最大、屋宇最多、雕刻最丰富的民居宅第之一，现为长乐镇文化宫。建筑坐北朝南，占地面积2172平方米，分门厅、照厅、大厅（遗经堂）、正楼和后楼五进，其中大厅三间，门厅、照厅、正楼和后楼每进东中西各三间，共九间（原门厅西侧的三间已不存），大厅两侧、照厅与正楼之间有厢楼南中北各三间，共九间，均为硬山顶。2015年5-9月、2016年7月至2017年1月分两期修缮。